# ویسلی آلکس مایولینا
ویسلی آلکس مایولینا (به پرتغالی: Wesley Alex Maiolino) مهاجم اهل برزیل است که در شهر Jacareí و در تاریخ ۱۰ فوریهٔ ۱۹۸۸ به دنیا آمده‌است.
ویسلی آلکس مایولینا در تیم‌های فوتبال Jacareí سابقهٔ حضور دارد.